# Carcinus aestuarii
Espèce
Carcinus aestuarii est un crabe de littoral originaire de la mer Méditerranée. Il est très similaire à l'espèce Carcinus maenas (et parfois considéré comme une variété de C. maenas plutôt qu'une espèce à part entière). Les deux taxons peuvent être distingués par la partie avant de leur carapace, entre leurs yeux, qui est courte et crènelée pour C. maenas alors qu'elle est plus longue et plus lisse chez C. aestuarii. De plus, les gonopodes de C. aestuarii sont droits et parallèles, alors que ceux de C. maenas sont courbés.
Une étude biologique moléculaire utilisant le gène Cytochrome c oxydase a permis de vérifier que la différence entre les deux taxons était significative, confirmant ainsi leurs statuts spécifiques.
Alors que C. maenas a envahi un grand nombre de côtes à travers le monde, C. aestuarii n'a été impliqué que dans une invasion : en effet les côtes du Japon ont été envahies, soit directement par C. aestuarii, soit par un hybride de C. aestuarii et C. maenas.